# Garnier de Naplouse

Garnier von Nablus

Wappen des Großmeisters

Garnier von Nablus (frz.: Garnier de Naplouse, lat.: Garnerius de Neapolis Syriae, † 1192) war von 1189/90 bis zu seinem Tod der zehnte Großmeister des Johanniterordens.
Er wurde in Nablus in Palästina geboren. Er gehörte wahrscheinlich der aus der Picardie stammenden Adelsfamilie Milly an, die innerhalb des Königreichs Jerusalem Herren von Nablus und Oultrejordain waren. Womöglich war er ein jüngerer Bruder des Templer-Großmeisters Philipp von Nablus.
Garnier war innerhalb des Johanniterordens von 1173 bis 1176 als Kastellan der Burg Gibelin eingesetzt, von 1176 bis 1177 und ein zweites Mal von 1180 bis 1184 war er Vorsteher des Hospitals in Jerusalem. D'Avity berichtet, er habe an der Schlacht bei Hattin 1187, in der sich das Schicksal Jerusalems entschied und weite Teile Outremers wieder an die Muslime fielen, teilgenommen und habe sich als einer der wenigen Ordensritter schwer verwundet nach Askalon retten können. 1189 war er Prior von England und Groß-Komtur von Frankreich.
Als sich der Orden in Palästina zur Unterstützung der Belagerung Akkons sammelte, wurde Garnier Ende 1189 oder Anfang 1190 zum Großmeister gewählt. Als solcher begleitete er den englischen König Richard Löwenherz und dessen Heer auf den Dritten Kreuzzug nach Palästina, wo er im Juni 1191 eintraf und wo sich die dortigen Ordenstruppen dem Kreuzzugsheer anschlossen. Akkon wurde im Juli 1191 erobert, im September führte Garnier das Ordenskontingent in der siegreichen Schlacht von Arsuf an. Im Thronstreit zwischen Guido von Lusignan und Konrad von Montferrat stand er auf der Seite des von Richard Löwenherz protegierten Guido. Dieser übereignete dem Orden einen Teil seiner neuerworbenen Ländereien in und um Akkon.
Garnier starb zwischen August und Dezember 1192, wahrscheinlich in Akkon. Sein Nachfolger als Großmeister wurde Geoffroy de Donjon.

## Trivia
Garnier kommt im Videospiel Assassin’s Creed vor und wird dort vom Protagonisten ermordet. Im Spiel wird er jedoch als gefühlloser Arzt dargestellt, der, nachdem er aus Frankreich verbannt wurde, in Akkon unschuldige Menschen für grausame Experimente missbraucht. Für solche Taten gibt es jedoch keine historischen Belege.